# Grotte de la Beauté
La grotte de la Beauté (Chinois : 美人洞 ; pinyin : Měirén Dòng ; Anglais : Beauty Cave) est une grotte située dans la zone de la commune de Liuqiu, au sein du comté de Pingtung à Taïwan.
La grotte est composée de roches calcaires dotés de fossiles de coquillages et de coraux. Elle se divise en deux parties et en 13 itinéraires.
La grotte a été construite en 1075.